# Titus Verginius Tricostus Caeliomontanus (consul en -496)
Pour les articles homonymes, voir Verginius Tricostus.
Titus Verginius Tricostus Caeliomontanus est un homme politique romain du Ve siècle av. J.-C.

## Famille
Il est membre des Verginii Tricosti, branche de la gens patricienne des Verginii. Il est le fils d'un Aulus Verginius Tricostus Caeliomontanus et probablement le frère de Aulus Verginius Tricostus Caeliomontanus, consul en 494 av. J.-C.

## Biographie
En 496 av. J.-C., il est élu consul aux côtés de Aulus Postumius Albus,.
Selon Denys d'Halicarnasse, c'est cette année qu'a lieu la bataille du lac Régille contre les Latins. Albus aurait alors abdiqué de son consulat et aurait été nommé dictateur afin de coordonner plus efficacement les opérations militaires. Tricostus aurait commandé un corps d'armée sous les ordres du dictateur lors de la bataille.